# Alberto Helman
Alberto Helman   (Santiago del Estero, valor desconegut - segle XX), també conegut com a Alfredo Hellman o Alberto Hellman, fou un futbolista argentí, que jugava com a defensa. Competí durant la dècada de 1920.
A nivell de clubs jugà al Club Atlético Estudiantes (1925-1927) i Club Atlético Mitre (1928). El 1928 va ser seleccionat per disputar els Jocs Olímpics d'Amsterdam, on l'equip argentí guanyà la medalla de plata en la competició de futbol. No va jugar cap partit durant el torneig.